# Li Xueying
Li Xueying (en chino: 李雪英; Huwan, 15 de mayo de 1990) es una deportista china que compitió en halterofilia.
Participó en los Juegos Olímpicos de Londres 2012, obteniendo una medalla de oro en la categoría de 58 kg. Ganó dos medallas en el Campeonato Mundial de Halterofilia, oro en 2009 y plata en 2011.

## Palmarés internacional
| Juegos Olímpicos   | Juegos Olímpicos       | Juegos Olímpicos | Juegos Olímpicos |
| Año                | Lugar                  | Medalla          | Prueba           |
| ------------------ | ---------------------- | ---------------- | ---------------- |
| 2012               | Londres (Reino Unido)  | Medalla de oro   | 58 kg            |
| Campeonato Mundial |                        |                  |                  |
| Año                | Lugar                  | Medalla          | Categoría        |
| 2009               | Goyang (Corea del Sur) | Medalla de oro   | 58 kg            |
| 2011               | París (Francia)        | Medalla de plata | 58 kg            |